# Tchounia
La Tchounia (en russe : Чуня) est une rivière de Russie qui coule dans le krai de Krasnoïarsk en Sibérie centrale. C'est un affluent de la Toungouska Pierreuse en rive droite, donc un sous-affluent de l'Ienisseï. 

## Géographie
Le bassin versant de la Tchounia a une superficie de 70 500 km2 (surface de taille plus ou moins équivalente à celle de la Belgique et de la Suisse réunies). Son débit moyen à l'embouchure est de 435 m3/s, autant que la Moselle à son point de confluence à Coblence. La rivière présente des crues annuelles au printemps, en mai-juin. La période d'étiage se déroule en hiver. 
La Tchounia naît dans le krai de Krasnoïarsk, en pleine taïga inhabitée, au centre du vaste plateau de Sibérie centrale. Elle est formée à une altitude de 339 mètres par l'union de deux cours d'eau, la Tchounia du nord ou Severnaïa Tchounia et la Tchounia du sud ou Ioujnaïa Tchounia. Toutes deux naissent aux abords du territoire de l'oblast d'Irkoutsk vers 450 mètres d'altitude. La plus longue de ces rivières est la Tchounia du nord que l'on considère comme étant le cours supérieur de la Tchounia. La Tchounia proprement dite ayant une longueur de 727 kilomètres, elle atteint 980 kilomètres si l'on inclut la longueur de la Tchounia du nord. 
Dans son parcours, la rivière traverse des régions couvertes de taïga et fort peu peuplées. Elle coule grosso modo d'est en ouest. Son cours comporte quelques rapides, dont le plus connu est appelé Tchounski Samok. Elle finit par se jeter dans la Toungouska Pierreuse en rive droite, une dizaine de kilomètres en amont de la localité de Baïkit, à une altitude de 143 mètres. 

## Le gel
La Tchounia est habituellement prise par les glaces depuis la deuxième quinzaine d'octobre, jusqu'au mois de mai. Le bassin versant de la Tchounia, comme l'ensemble de la partie centrale du plateau de Sibérie centrale, repose totalement sur un manteau de sol gelé en permanence ou pergélisol, en l'occurrence d'une épaisseur pouvant aller jusque 100 mètres, et plus encore dans le nord-est du bassin.